# Haiti na Mistrzostwach Świata w Lekkoatletyce 2017
Haiti na Mistrzostwach Świata w Lekkoatletyce 2017 – reprezentacja Haiti podczas Mistrzostw Świata w Lekkoatletyce 2017 rozgrywanych w Londynie liczyła dwóch zawodników, którzy nie zdobyli medalu.

## Skład reprezentacji
Mężczyźni
| Zawodnik       | Konkurencja                | Eliminacje | Eliminacje | Półfinał | Półfinał | Finał    | Finał   |
| Zawodnik       | Konkurencja                | Rezultat   | Pozycja    | Rezultat | Pozycja  | Rezultat | Pozycja |
| -------------- | -------------------------- | ---------- | ---------- | -------- | -------- | -------- | ------- |
| Jeffrey Julmis | Bieg na 110 m przez płotki | 13,78      | 35.        | NQ       | NQ       | NQ       | NQ      |

Kobiety
| Zawodniczka | Konkurencja                | Eliminacje | Eliminacje | Półfinał | Półfinał | Finał    | Finał   |
| Zawodniczka | Konkurencja                | Rezultat   | Pozycja    | Rezultat | Pozycja  | Rezultat | Pozycja |
| ----------- | -------------------------- | ---------- | ---------- | -------- | -------- | -------- | ------- |
| Mulern Jean | Bieg na 100 m przez płotki | 13,63      | 38.        | NQ       | NQ       | NQ       | NQ      |